# Wika Polska
WIKA Polska spółka z ograniczoną odpowiedzialnością spółka komandytowa. (dawniej: Kujawska Fabryka Manometrów KFM S.A.) – fabryka manometrów i ciśnieniomierzy we Włocławku. Od 1994 akcje spółki były notowane na Giełdzie Papierów Wartościowych w Warszawie. W grudniu 2004 zostały wycofane z publicznego obrotu.

## Historia
- 1916 Założenie przez Ignacego Ciechurskiego Fabryki Manometrów i Termometrów.
- 1948 Orzeczeniem nr 22 Ministra Przemysłu i Handlu z dnia 12 lutego 1948 r. o przejęciu przedsiębiorstw na własność Państwa - Fabryka Manometrów i Termometrów została znacjonalizowana[4]. Zarządzeniem Ministra Przemysłu i Handlu z dnia 15 września 1948 r. wydanym w porozumieniu z Ministrem Skarbu i Prezesem Centralnego Urzędu Planowania utworzono przedsiębiorstwo państwowe pod nazwą Kujawska Fabryka Manometrów[5].
- 13 maja 1964 r. na podstawie Zarządzenia Nr 102 Ministra Przemysłu Ciężkiego KFM Włocławek weszła, jako jednostka organizacyjna, w skład utworzonego Zjednoczenia Przemysłu Automatyki i Aparatury Pomiarowej "MERA"[6].
- Czerwiec 1968 r. MERA-KFM przejęła cały majątek Piotrkowskich Zakładów Metalowych Przemysłu Terenowego.
- 1969 rozpoczęto produkcję ograniczników obciążenia „WYLIE” typ DL na licencji angielskiej firmy Wylie Safe Load Indicators Limited[7].
- 1970 uruchomiono produkcję trójwskaźnika do ciągników dla ZM Ursus[8].
- 1971 w MERA-KFM uruchomiono produkcję ciśnieniomierzy zwykłych z nowym urządzeniem stykowym dźwigniowym na licencji firmy Klaus Fischer z NRF[9].
- 1978 Została zakupiona licencja Li–1454 we francuskiej firmie Sfab Vendome na wskaźniki ciśnienia powietrza do licencyjnych ciągników rolniczych MFP, których produkcję miano uruchomić w Zrzeszeniu Przemysłu Ciągnikowego „Ursus”[10].
- 1994 prywatyzacja Kujawskiej Fabryki Manometrów MERA-KFM.
- 2000 Kujawska Fabryka Manometrów łączy się z WIKA Alexander Wiegand GmbH & Co. i od tego momentu istnieje jako część międzynarodowego koncernu WIKA.
- 1 grudnia 2007 Kujawska Fabryka Manometrów KFM S.A. oficjalnie zmienia nazwę na WIKA Polska spółka z ograniczoną odpowiedzialnością sp. k[11].
- 2009 powstaje nowy wydział produkcyjny Medical Focus Factory.
- 2010 WIKA Polska zdobywa nagrodę "Dobry Wzór" dla przełącznika ciśnienia PSD-30, przyznaną przez Ministra Gospodarki.
- 2012 firma zostaje jedną z najszybciej rozwijających się przedsiębiorstw spośród 2000 polskich firm wg badania przeprowadzonego przez czasopismo "Rzeczpospolita" i otrzymuje tytuł "Dobra Firma 2012".
- 2013 WIKA Polska otrzymuje wyróżnienie w rankingu organizowanym przez miesięcznik "Forbes" - "Diamenty Forbesa 2013" w kategorii firm o poziomie przychodów powyżej 250 mln zł w województwie kujawsko-pomorskim.
- 2014 model CPU6000 zostaje laureatem konkursu "INNOWACJE 2014" organizowanego przez miesięcznik "Napędy i Sterowanie" pod patronatem Polskiej Agencji Rozwoju Przedsiębiorczości, Korporacji Napędów i Sterowań Hydraulicznych i Pneumatycznych.
- 2014 WIKA Polska przechodzi pozytywnie certyfikację ZSJZ (Zakładów Systemu Jakości i Zarządzania) i stosuje wymagania Wewnętrznego Systemu Kontroli WSK.
- 2015 WIKA Polska zajmuje I miejsce w "Złotej Setce Pomorza i Kujaw 2014" - plebiscycie organizowanym przez "Gazetą Pomorską", firma zdobywa I miejsce w kategorii innowacyjność: "Filar regionu - duża najbardziej innowacyjna firma na Kujawach i Pomorzu 2014".
- 2015 WIKA Polska przechodzi pozytywnie certyfikację na zgodność z normą Systemu Zarządzania Środowiskiem ISO 14001.

## Produkty
WIKA Polska spółka z ograniczoną odpowiedzialnością sp. k. ma w swojej ofercie ciśnieniomierze z rurką Bourdona, termometry bimetalowe i gazowe, manometry z rurką Bourdona, puszkowe i membranowe, przetworniki ciśnienia. Dodatkowo firma świadczy usługi w zakresie napraw i serwisu. Produkty firmy sprzedawane są na dwuletniej gwarancji oraz jako jedyne w Polsce posiadają ubezpieczenie OC.